# 191
Правління Коммода в Римській імперії.
У Китаї править династія Хань, в Індії — Кушанська імперія. Триває боротьба між Дун Чжо та коаліцією, спрямованою проти нього.

## Події
- Цього або наступного року зведений пам'ятник Коммоду у вигляді Геркулеса.

## Народились
Див. також Категорія:Народились 191

## Померли
Див. також Категорія:Померли 191